# 29-я истребительная авиационная дивизия
29-я истреби́тельная авиацио́нная Амурская диви́зия (29-я иад) — авиационное воинское соединение истребительной авиации Вооружённых сил СССР в Великой Отечественной войне.

## Наименования дивизии
- 29-я истребительная авиационная дивизия;
- 29-я истребительная авиационная Амурская дивизия.

## История и боевой путь дивизии
29-я истребительная авиационная дивизия сформирована 31 июля 1940 года путём преобразования из 20-й истребительной авиационной бригады и 60-й истребительной авиационной бригады на основании Постановления Совета Народных Комиссаров СССР
Во время Великой Отечественной войны дивизия выполняла задачи по подготовке кадров для частей фронта. С 15 мая 1941 года дивизия вошла в состав ВВС Дальневосточного фронта. С 15 августа 1942 года дивизия вошла в состав 10-й воздушной армии Дальневосточного фронта, а с 5 августа 1945 года вместе с 10-й воздушной армией в состав 2-го Дальневосточного фронта.
В 1945 году дивизия имела в своём составе:
- 307-й истребительный авиационный полк (с 7 августа 1944 года начал перевооружение на истребители Як-9Д);
- 308-й истребительный авиационный полк (с декабря 1944 года начал перевооружение на истребители Як-9);
- 528-й истребительный авиационный полк (с 10 июня 1945 года перевооружён на истребители Як-3);
- 911-й истребительный авиационный полк (13 апреля 1944 года получил на вооружение самолёты Ла-5, 23 мая 1945 года перевооружён на истребители Ла-7. На 8 августа 1945 года имел в боевом составе 57 Ла-7 и 2 Ла-5).

С 9 августа по 3 сентября 1945 года дивизия в составе 10-й воздушной армии 2-го Дальневосточного фронта принимала участие в Советско-японской войне. Части дивизии прикрывали войска фронта при проведении Сунгарийской наступательной операции, затем действовали на цицикарском направлении.
За время боев дивизия выполнила на уничтожение наземных войск и техники противника 419 боевых вылетов с налётом 344 часа.
В составе действующей армии дивизия находилась с 9 августа 1945 года по 3 сентября 1945 года.

## Состав дивизии
На 22 июня 1941 года
Управление — Хабаровск 
6-й истребительный авиационный полк — Гаровка
60-й истребительный авиационный полк — Комсомольск
307-й истребительный авиационный полк — Вр. Переяславка
В разное время
| Части                                 | Период                  |
| ------------------------------------- | ----------------------- |
| 3-й истребительный авиационный полк   | 29.11.1944 — 05.05.1945 |
| 6-й истребительный авиационный полк   | 31.07.1940 — 06.07.1941 |
| 18-й истребительный авиационный полк  | 31.07.1940 — 08.08.1942 |
| 60-й истребительный авиационный полк  | 01.01.1941 — 01.10.1941 |
| 60-й истребительный авиационный полк  | 01.08.1942 — 08.08.1942 |
| 534-й истребительный авиационный полк | 23.09.1941 — 29.11.1944 |
| 528-й истребительный авиационный полк | 28.06.1945 — 01.01.1949 |
| 307-й истребительный авиационный полк | 01.03.1941 — 01.11.1945 |
| 308-й истребительный авиационный полк | 01.04.1944 — 01.11.1945 |
| 911-й истребительный авиационный полк | 25.07.1942 — 24.11.1942 |
| 911-й истребительный авиационный полк | 01.03.1943 — 01.07.1949 |
| 777-й истребительный авиационный полк | 01.05.1946 — 01.1951    |

## В составе соединений и объединений
| Дата          | Фронт (округ)                 | Армия                | Корпус | Примечания |
| ------------- | ----------------------------- | -------------------- | ------ | ---------- |
| 01.09.1940 г. | Дальневосточный военный округ | ВВС округа           | -      | -          |
| 15.05.1941 г. | Дальневосточный фронт         | ВВС фронта           | -      | -          |
| 15.08.1942 г. | Дальневосточный фронт         | 10-я воздушная армия | -      | -          |
| 05.08.1945 г. | 2-й Дальневосточный фронт     | 10-я воздушная армия | -      | -          |
| 03.09.1945 г. | 2-й Дальневосточный фронт     | 10-я воздушная армия | -      | -          |
| 01.10.1945 г. | Дальневосточный военный округ | 10-я воздушная армия | -      | -          |

## Командиры дивизии и начальник штаба дивизии
| Звание                                                         | Имя                              | Период                  | Примечание |
| -------------------------------------------------------------- | -------------------------------- | ----------------------- | ---------- |
| Командир дивизии Полковник                                     | Горбацевич Леонид Антонович      | 02.01.1940 — 11.1940    |            |
| Командир дивизии Подполковник                                  | Савицкий Евгений Яковлевич       | 28.04.1941 — 31.01.1942 |            |
| Командир дивизии Полковник                                     | Горлов Никита Романович          | 30.03.1942 — 10.1946    |            |
| Командир дивизии Полковник — с 7.05.1960 генерал-майор авиации | Лавейкин Иван Павлович           | 01.1958 — 08.1960       |            |
| Нач штаба дивизии Подполковник Генерал-майор авиации           | Магеря Александр Леонтьевич 1907 | 1942-1946               |            |

## Участие в операциях и битвах
- Сунгарийская наступательная операция — с 9 августа 1945 года по 2 сентября 1945 года

## Почётные наименования
29-й истребительной авиационной дивизии Приказом НКО 14 сентября 1945 года присвоено почётное наименование «Амурская».

## Награды
- 307-й истребительный авиационный полк за образцовое выполнение заданий командования в боях с японскими войсками на Дальнем Востоке при форсировании рек Амур и Уссури, овладении городами Цзямусы, Мэргень, Эйаньчжэнь, южной половиной острова Сахалин, а также островами Сюмусю и Парамушир из гряды Курильских островов и проявленные при этом доблесть и мужество Указом Президиума Верховного Совета СССР 14 сентября 1945 года награждён орденом Красной Звезды.
- 528-й истребительный авиационный полк за образцовое выполнение заданий командования в боях с японскими войсками на Дальнем Востоке при форсировании рек Амур и Уссури, овладении городами Цзямусы, Мэргень, Эйаньчжэнь, южной половиной острова Сахалин, а также островами Сюмусю и Парамушир из гряды Курильских островов и проявленные при этом доблесть и мужество Указом Президиума Верховного Совета СССР 14 сентября 1945 года награждён орденом Красного Знамени.

## Участие в освобождении городов
29-я истребительная авиационная дивизия 17 августа 1945 года участвовала в освобождении города Цзямусы.

## Благодарности Верховного Главнокомандования
Дивизии за овладение всей Маньчжурией, Южным Сахалином и островами Сюмусю и Парамушир из группы Курильских островов, главным городом Маньчжурии Чанчунь и городами Мукден, Цицикар, Жэхэ, Дайрэн, Порт-Артур объявлена благодарность.